# Rudolph Pabus Cleveringa (1763-1818)
Rudolph Pabus Cleveringa (Farmsum, 24 oktober 1763 - Appingedam, 20 mei 1818) was een Nederlandse redger, fabrikant en burgemeester.

## Leven en werk
Cleveringa werd in 1763 in Farmsum geboren als zoon van de burgemeester van Appingedam Bronno Fredericus Cleveringa (lid van het Groninger patriciaatsgeslacht Cleveringa) en van Johanna Quintina Pabus. Hij studeerde rechten aan de universiteit van Groningen en promoveerde aldaar in 1788. Cleveringa kocht de Fromaborg en werd daardoor heer van Wirdum en redger aldaar. Hij verwierf daarnaast huizen, landerijen en bedrijven. Zo bezat hij onder meer een steenfabriek, een kalkoven, een oliemolen en een zoutziederij. In 1808 trad hij in de voetsporen van zijn vader en werd benoemd tot burgemeester van Appingedam. Aanvankelijk oefende hij deze functie samen met drie collega's uit. Later zou hij als enige deze functie bekleden. Tijdens de inlijving bij Frankrijk werd deze functie betiteld als maire. Hij liet gaandeweg zijn zakelijke activiteiten over aan zijn zoon Johannes Quintinus, toen die oud genoeg was om als zijn zaakwaarnemer op te treden.
Cleveringa trouwde op 15 juli 1789 te Farmsum met Cornelia Ebels, dochter van Rudolf Ebels en van Aafjen Stenhuis. Zij gingen na hun huwelijk in het Blauwe Huis in Appingedam wonen, dat zijn vrouw had geërfd. Hun kinderen werden er geboren. Hun zoon Johannes Quintinus werd later ook burgemeester van Appingedam. Cleveringa overleed in mei 1818 op 54-jarige leeftijd in zijn woonplaats Appingedam. Hij werd, evenals zijn vrouw in 1826, begraven in Nicolaïkerk. Hun grafzerk bevindt zich in deze kerk.
- Biografisch Portaal: 88449123
- Gemeinsame Normdatei: 1122582528
- International Standard Name Identifier: 0000 0003 9250 4232
- Nederlandse Thesaurus van Auteursnamen: 071348727
- Virtual International Authority File: 286520323
- WorldCat: E39PBJt43y7TVkw4cPHdYtRVG3